# Le Grand Meaulnes (film, 2006)
Pour les articles homonymes, voir Le Grand Meaulnes (homonymie).
Pour plus de détails, voir Fiche technique et Distribution.
Le Grand Meaulnes est un film français de Jean-Daniel Verhaeghe, sorti en 2006. 
Après Le Grand Meaulnes sorti en 1967, il constitue la seconde adaptation cinématographique de l'œuvre littéraire du même nom d'Alain-Fournier.

## Synopsis
Dans la Sologne du début du XXe siècle, Augustin Meaulnes, un adolescent dont on ignore presque tout, arrive comme pensionnaire dans l'école de Sainte-Agathe. François Seurel, le fils des instituteurs, est fasciné par ce mystérieux jeune homme tellement plus mature que ses camarades, qu'il aidera à retrouver un château isolé dont Meaulnes est revenu au terme d'une escapade et où réside une belle inconnue, Yvonne de Galais, rencontrée lors d'une fête donnée pour les enfants de toute la région et dans laquelle il s'est introduit par hasard au terme de sa marche. Plus tard Meaulnes retrouve Yvonne, l'épouse, mais alors que celle-ci s'apprête à donner naissance à leur enfant il déserte le foyer, prisonnier d'un serment autrefois livré à un ami.

## Fiche technique
- Réalisation : Jean-Daniel Verhaeghe
- Scénario : Jean-Daniel Verhaeghe et Jean Cosmos
- Production : Mosca Films, TF1 International, France 3 Cinéma, Rhamsa Productions
- Producteur : Pascal Houzelot
- Directeur de la photographie : Yves Lafaye
- Montage : Dominique Faysse
- Musique : Philippe Sarde
- Décors : Émile Ghigo
- Costumes : Bernadette Villard et Nicole Meyrat
- Budget : 6 670 000 euros
- N° de visa : 113634
- Format : couleur - 35 mm
- Durée : 97 minutes
- Langue : français
- Date de sortie : France : 4 octobre 2006

## Distribution
- Nicolas Duvauchelle : Augustin Meaulnes
- Jean-Baptiste Maunier : François Seurel, ami d'Augustin
- Clémence Poésy : Yvonne de Galais
- Jean-Pierre Marielle : Monsieur de Galais, père d'Yvonne
- Philippe Torreton : Monsieur Seurel, instituteur, père de François
- Émilie Dequenne : Valentine
- Malik Zidi : Franz, frère d'Yvonne
- Valérie Stroh : Millie
- Florence Thomassin : Madame Meaulnes, mère d'Augustin
- Pascal Elso : Florentin
- Roger Dumas : L'horloger
- Pierre Vernier : Le recteur
- Johan Libéreau : Moucheboeuf
- Andrée Damant : ?
- Roger Jacquet : ?
- Charles Hurez : Delouche
- Clément Naslin : Dutremblay
- Samuel Brafman : Roy
- Emy Beische : La petite fille
- Bastien Clerin : L'enfant de chœur
- Rose Thiéry : ?

## Distinctions
- Swann d’or de la révélation féminine pour Clémence Poésy, au festival du film romantique de Cabourg en 2007.

## Analyse
Alors que la version d'Albicocco de 1967 suivait la trame du roman mais en y mêlant un romantisme assez kitsch, Jean-Daniel Verhaeghe a fait le choix inverse en réalisant une peinture de mœurs d'époque très réaliste mais épurée de toute dimension onirique, et en prenant des libertés avec le roman. Exprimer au cinéma le contenu mythique de l'œuvre d'Alain-Fournier semble bien être un pari impossible.